# آلماز
برنامه آلماز (به روسی: Алмаз، به معنای ‘الماس’) یک برنامه فضایی محرمانه بسیار مهم شوروی بود که در اوایل دهه 1960 آغاز شد.
سه ایستگاه فضایی نظامی با خدمه، بین سال‌های 1973 تا 1976 پرتاب شدند: سالیوت 2، سالیوت 3 و سالیوت 5. برای پوشاندن جنبه نظامی برنامه، سه ایستگاه آلماز پرتاب‌شده به عنوان ایستگاه‌های فضایی غیرنظامی سالیوت معرفی شدند. سالیوت 2 کمی پس از قرار گرفتن در مدار شکست خورد، اما سالیوت 3 و سالیوت 5 هر دو آزمایش‌های موفق با خدمه را انجام دادند. پس از سالیوت 5، وزارت دفاع شوروی در سال 1978 تشخیص داد که زمان و منابع مصرف‌شده برای نگهداری ایستگاه‌ها نسبت به مزایای آن در مقایسه با ماهواره‌های شناسایی خودکار بیشتر است.
هسته‌های ایستگاه‌های فضایی در داخل به عنوان OPS (به روسی: ОПС، با شاخص GRAU 11F71 و 11F71B) شناخته می‌شدند، از “ایستگاه فضایی با خدمه” (به روسی: Орбитальная Пилотируемая Станция). در قالب برنامه آلماز، شوروی چندین فضاپیما برای نقش‌های پشتیبانی توسعه داد—فضاپیمای VA، بلوک باربری کاربردی و فضاپیمای TKS—که برنامه‌ریزی شده بود در چندین ترکیب استفاده شوند. با ماژول ISS زاریا به عنوان یک نمونه، میراث برنامه آلماز همچنان ادامه دارد.

## توسعه و ساخت آلماز
ولادیمیر چلومئی در دفتر طراحی OKB-52 برنامه آلماز را به عنوان پاسخی به پروژه آزمایشگاه مداری سرنشین‌دار (MOL) نیروی هوایی ایالات متحده تبلیغ کرد. پروژه MOL در اوایل دهه ۱۹۶۰ در مطبوعات آمریکا به‌طور گسترده‌ای تبلیغ شده بود که این موضوع به چلومئی مواد زیادی برای استفاده در لابی برای پاسخ شوروی فراهم کرد.
برنامه ایستگاه فضایی آلماز شامل سه جزء اصلی سخت‌افزاری بود:
ماژول ایستگاه سرنشین‌دار مداری (OPS، 11F71) که خود ایستگاه فضایی را تشکیل می‌داد،
بلوک محموله عملکردی (FGB، 11F77) که به عنوان فضاپیمای تأمین مجدد ایستگاه‌ها در نظر گرفته شده بود،
و فضاپیمای VA (11F74، که در غرب به عنوان فضاپیمای Merkur شناخته می‌شد)، که به عنوان وسیله پرتاب و بازگشت برای خدمه در نظر گرفته شده بود و تا ۱۰ پرواز قابل استفاده مجدد بود.
OPS دارای حداکثر قطر ۴٫۱۵ متر، جرمی حدود ۲۰ تن، و حجم داخلی قابل سکونت ۴۷٫۵ متر مکعب بود.
بسیار شبیه به همتای MOL/Gemini خود، طراحی اولیه ایستگاه فضایی آلماز APOS برای پرتاب یک ایستگاه فضایی آلماز-OPS و یک کپسول بازگشت VA که حاوی خدمه اولیه سه نفره بود، به عنوان یک واحد متصل به هم در بالای موشک UR-500 Proton چلومئی برنامه‌ریزی شده بود. مانند MOL/Gemini، پس از ورود به مدار، خدمه از طریق یک دریچه در سپر حرارتی در پایین کپسول VA به آزمایشگاه دسترسی پیدا می‌کردند. پس از اقامت طولانی ۳۰ تا ۶۰ روزه برای مشاهده و عکسبرداری نظامی، خدمه از طریق وسیله بازگشت VA به زمین بازمی‌گشتند.
بر خلاف طراحی MOL آمریکایی، شوروی‌ها آلماز را به گونه‌ای طراحی کردند که قابلیت بازگشت و تأمین مجدد خدمه را داشته باشد. برای این منظور، آن‌ها فضاپیمای تأمین مجدد TKS (11F72) را ایجاد کردند که شامل یک FGB و یک فضاپیمای بازگشت VA برای حمل خدمه بود که هر دو با هم بر روی موشک پروتون پرتاب می‌شدند. در ایستگاه، یک درگاه اتصال برای دریافت فضاپیمای TKS در دسترس بود تا زمانی که خدمه قبلی ایستگاه را در کپسول VA خود ترک کرده بودند.